# Louise Vet

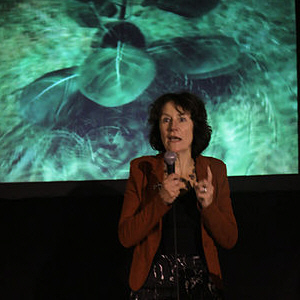
Louise Vet (2013)

Louise Elisabeth Maria Vet (geb. am 9. Januar 1954 in Haarlem) ist eine niederländische Biologin und Ökologin. 

## Studium und Forschung
Louise Vet studierte Biologie in Leiden mit den Schwerpunkten Pflanzen- und Tierökologie sowie Hydrobiologie und machte 1978 ihren Abschluss. 1978 bis 1979 verbrachte sie ein Forschungsjahr am Department of Entomology der University of California, schließlich promovierte sie 1984 an der Universität Leiden mit einer Arbeit über vergleichende Ökologie bei parasitoiden Hautflüglern. 1997 übernahm sie die Professur für evolutionäre Ökologie am Wageningen University & Research centre, 1999 wurde sie Direktorin des Netherlands Institute of Ecology (NIOO), eines der größten Institute der Königlich Niederländischen Akademie der Wissenschaften. Sie hatte diese Position bis 2019 inne.
Schwerpunkt ihrer Forschungsarbeit ist die Ökologie und Evolution von Pflanzen-Insekten-Beziehungen, auch unter dem Gesichtspunkt, durch präventive Abwehr von Krankheiten und Schädlingen nachhaltige Agro-Ökosysteme zu gestalten.

## Gesellschaftliches Engagement
Neben ihrer wissenschaftlichen Arbeit setzt sie sich öffentlichkeitswirksam für Umweltbelange ein. Sie propagiert die Notwendigkeit einer Kreislaufwirtschaft. Sie engagierte sich konkret bei der Gestaltung des neuen NIOO-Gebäudes, das zum nachhaltigsten Labor- und Bürokomplex der Niederlande wurde.

## Auszeichnungen
- 1996 Silverstein - Simeone Award of the International Society of Chemical Ecology[3]
- 2004 Wahl zum Mitglied der Königlich Niederländischen Akademie der Künste und Wissenschaften (KNAW)
- 2006 British Rank Prize for Nutrition (gemeinsam mit Joop van Lenteren und Marcel Dicke)[4]
- 2012 Staatspreis Goldene Pyramide für hervorragende Auftragsarbeiten in der Architektur.
- 2017 Ehrenmitgliedschaft in der British Ecological Society
- 2018 Wahl unter die Sustainable 100 der Tageszeitung Trouw[5].